# Ronny Chieng
Ronny Xin Yi Chieng (tiếng Trung: 錢信伊; bính âm: Qián Xìnyī , Hán-Việt: Tiền Tín Y, sinh ngày 21 tháng 11 năm 1985) là nam diễn viên, nghệ sĩ hài người Malaysia.

## Thời thơ ấu
Chieng sinh ra ở bang Johor Bahru, Malaysia trong một gia đình gốc Hoa. Anh từng có thời gian sinh sống ở Singapore và Manchester, New Hampshire, Hoa Kỳ.

## Sự nghiệp
Chieng từng diễn chung với nam diễn viên Trevor Noah vào năm 2013 trong một buổi festival hài kịch tại Melbourne, Úc. Hai năm sau, anh tham gia ứng tuyển và trở thành một diễn viên của chương trình hài The Daily Show, đài Comedy Central.
Tháng 7 năm 2016, anh được tờ Variety liệt kê trong danh sách 10 diễn viên hài đáng xem.
Năm 2018, anh tham gia trong phim điện ảnh Crazy Rich Asians (cùng với Constance Wu và Henry Golding) của đạo diễn Jon M. Chu.

## Đời tư
Bắt đầu năm 2015, anh định cư ở New York. Ngày 9 tháng 9 năm 2016, anh kết hôn với một phụ nữ người Úc gốc Việt tên Hannah Pham.